# Quid
Quid — французька енциклопедія заснована у 1963 році Dominique Frémy. Видавалася щорічно видавництвом Робер Лаффон з 1963 до 2007 року, і є однією з найпопулярніших довідкових книг у Франції.

## Інтернет
Протягом 10 років Quid також була в інтернеті. На додачу до повного щорічного випуску, було запропоновано сайт із щоденними новинами, атлас світу з 6000 лексичними записами про 36 380 французьких комун із деталями про їхню історію, географію, туристичні місця та економічне життя.